# Rahul Sankrityayan
Rahul Sankrityayan, né le 9 avril 1893 à Azamgarh, dans l'état d'Uttar Pradesh, en Inde, et décédé le 14 avril 1963 à Darjeeling, au Bengale occidental, en Inde, s'appelle le Père de la littérature de voyage hindi. C'est lui qui a joué un rôle central dans l'élaboration d'une forme littéraire pour le voyage, qui a été l'un des érudits les plus visités de l'Inde, passant quarante-cinq ans de sa vie à voyager en dehors de chez lui. 
Il a voyagé à de nombreux endroits et a écrit de nombreux carnets de voyage à peu près dans le même rapport. Il est également connu pour sa description authentique de ses expériences de voyage, par exemple dans son carnet de voyage « Meri Laddakh Yatra », il présente judicieusement les spécificités régionales, historiques et culturelles de cette région. Il est devenu moine bouddhiste (Bauddha Bhikkkhu) et a finalement repris le socialisme marxiste. Sankrityayan était également un nationaliste indien, ayant été arrêté et emprisonné pendant trois ans pour avoir créé des écrits et des discours anti-Britanniques. On l'appelle le « plus grand érudit » (Mahapandit) pour sa bourse d'études. Il était à la fois polymathe et polyglotte. Le gouvernement indien lui a décerné l'honneur civil du Padma Bhushan en 1963.